# Rhizaxinella pyrifera
Rhizaxinella pyrifera är en svampdjursart som först beskrevs av Delle Chiaje 1828.  Rhizaxinella pyrifera ingår i släktet Rhizaxinella och familjen Suberitidae. Inga underarter finns listade i Catalogue of Life.